# Black Hills
Le Black Hills (Pahá Sápa in Lakota, Moʼȯhta-voʼhonáaeva in lingua cheyenne, letteralmente in italiano "Colline Nere") sono una catena montuosa degli Stati Uniti d'America, che si estende dal Dakota del Sud fino al Wyoming. Il loro nome deriva dalla traduzione del termine Pahá Sápa in lingua Lakota. Le colline erano chiamate così a causa della fitta vegetazione che le faceva apparire di colore scuro in lontananza.

## Geografia
Al contrario del nome, esse sono di fatto montagne che possono raggiungere anche i duemila metri e si estendono per oltre 200 chilometri per 100 di larghezza. Posizionata nella parte centrale delle Montagne Rocciose, la regione viene considerata una anomalia geologica, descritta come "un'isola di alberi in un mare d'erba". Le Black Hills racchiudono anche la Foresta Nazionale delle Black Hills. Ospitano inoltre le cime più alte delle Montagne Rocciose nella parte orientale del continente nordamericano.
Alla catena appartiene il monte Rushmore, sul quale furono scolpiti i ritratti di quattro presidenti degli Stati Uniti. Nelle vicinanze si trova anche il Crazy Horse Memorial, un imponente monumento nella roccia, ancora in costruzione, dedicato a Cavallo Pazzo.

## Storia
Sono montagne sacre agli indiani Lakota. I nativi americani hanno una lunga storia nelle Black Hills. Nel 1776 gli indiani Lakota conquistarono dai Cheyenne questo territorio, che divenne fondamentale nella loro cultura. Quando gli americani di origine europea scoprirono l'oro nel 1874, a seguito della spedizione di George Armstrong Custer, i primi minatori invasero la zona alla caccia dell'oro; il Governo degli Stati Uniti quindi spostò gli indiani Lakota, contro il loro volere, in altre riserve nel Dakota del sud ovest.
Oggi, la popolazione, composta dagli abitanti delle riserve delle vicinanze e da quelli della base aerea militare di Ellsworth, crea una situazione unica, differente da quella del resto del Wyoming o del Sud Dakota. L'economia delle Black Hills è così passata dallo sfruttamento delle risorse naturali (miniere e legname) all'industria del turismo e dell'ospitalità.